# Miguel Lavastida
Miguel Antonio de Jesús Lavastida y Fernández-Palomares (Santo Domingo, Partido de la Capital, 4 de julio de 1821-Matanzas, Provincia de Matanzas, 8 de noviembre de 1887), más conocido como Miguel Lavastida, fue un funcionario, juez, político, masón y militar hispano-dominicano, cuya carrera administrativa abarcó varias décadas y múltiples roles durante la Primera República. Ocupó distintos cargos ministeriales en el gobierno dominicano, incluyendo los de ministro de Hacienda, Interior y Policía, Relaciones Exteriores, y de Guerra y Marina. Su influencia se hizo particularmente notoria durante las presidencias de Manuel de Regla Mota y Pedro Santana. En la última administración de Santana, ocupó el cargo de ministro secretario de Estado de Relaciones Exteriores, donde se destacó notablemente. Su habilidad diplomática fue tal que fue comparada con la del canciller imperial austriaco Klemens von Metternich. Por ello, el sacerdote Gabriel Moreno del Christo lo apodó «el Metternich de Santana».
En 1851, fue designado ministro de Hacienda y Comercio durante la primera administración de Buenaventura Báez, pero en 1852 renunció para unirse a la oposición santanista. Al año siguiente, fue elegido miembro del Congreso y asumió temporalmente el Ministerio del Interior y Policía, antes de regresar a su puesto en Hacienda, asumiendo también funciones interinas en otros ministerios, como Justicia e Instrucción Pública. Ocupó nuevamente en dos ocasiones el cargo de ministro de Interior y Policía. En 1856, durante la breve administración de Manuel de Regla Mota, se encargó del despacho de Relaciones Exteriores.
Durante el régimen provisional de Pedro Santana en 1858, fue nombrado ministro secretario de Guerra y Marina, y más tarde, también de Relaciones Exteriores. Continuó desempeñándose en estos roles durante la tercera administración de Santana, hasta la proclamación de la anexión a España en 1861, excepto en el de Exteriores, del cual dejó el cargo en diciembre de 1859. Durante la anexión a España, fue designado secretario de Gobierno de Guerra y Marina de la Provincia de Santo Domingo. Mantuvo un perfil público hasta el final de la Guerra de la Restauración. Posteriormente, se trasladó a Cuba, donde residió hasta su muerte en 1886.

## Biografía
Nació el 4 de julio de 1821 en la ciudad de Santo Domingo. Su padre, Miguel Lavastida y Aguirre (1790-1830), fue capitán de milicias de infantería durante la España Boba, destacándose como uno de los que apoyaron a José Núñez de Cáceres en la independencia efímera y falleció siendo comisario del gobierno haitiano. El abuelo de Miguel Antonio, Francisco Lavastida y Valladares, murió en Caracas en 1812, mientras que su abuela, María Manuela Aguirre y López del Pulgar (1753-1839), provenía de una distinguida familia. El abuelo paterno, Juan de Lavastida, escribano público peninsular, se estableció en la capitanía general de Santo Domingo en 1753 y se casó con Rosa Antonia Valladares, fundando así la estirpe Lavastida en Santo Domingo.
La madre de Miguel, Francisca Fernández de Palomares, era hija del coronel Esteban Palomares (1749-1801), un militar nacido en Orán, una ciudad española en el norte de África, y que alcanzó el rango de teniente coronel de infantería y comandó el cuartel de Bánica, participando valientemente en la Guerra de la Convención en la isla. Francisca estuvo casada en primeras nupcias con Juan de Alcalá, un venezolano de Cumaná y pariente del mariscal Antonio José de Sucre, quien murió asesinado por un esclavo.
En el Hato del Llano, cuando Gabino Puello había concluido su misión de repartir a las selectas personalidades del Sur el manifiesto del 16 de enero de 1844 y se disponía a retirarse a Santo Domingo, fue aconsejado por Miguel Antonio de Jesús Lavastida Fernández Palomares de evitar entrar a Baní para no ser arrestado, ya que los aliados del corregidor Buenaventura Báez lo querían prender. Tras declararse la independencia, inició su carrera pública como Tesorero Nacional.
Miguel Antonio de Jesús Lavastida Palomares contrajo matrimonio el 21 de diciembre de 1844 con Altagracia Heredia y Sola, hija de José Vicente Heredia y Campuzano y de Faustina Sola y Zárraga, en la Catedral Primada de América.
Fue uno de los fundadores de la asociación patriótica Amigos del País, creada por Manuel María Valencia el 30 de mayo de 1845 para promover mejoras nacionales. Entre sus primeras iniciativas, la sociedad organizó una suscripción general para ayudar a los dominicanos en el extranjero que carecían de medios para regresar a su país.
Siendo juez suplente del Tribunal de Apelación de Santo Domingo, fue nombrado ministro secretario de Estado de Hacienda y Comercio por el presidente Báez en septiembre de 1851 y asumió temporalmente el Ministerio de Justicia e Instrucción Pública entre diciembre de 1851 y abril de 1852. A pesar de haber tenido una exitosa misión en el región del Cibao en 1852, decidió abandonar el cargo para unirse a la oposición santanista. El 9 de febrero de 1853, fue elegido miembro del Tribunado por la Provincia de Azua y estuvo en su escaño por un tiempo fugaz.
Bajo la segunda presidencia de Pedro Santana, se consolidó como una figura cercana a este caudillo y miembro de su camarilla, ocupando el cargo de ministro de Interior y Policía en tres ocasiones entre 1853 y 1856, y también retomó la cartera de Hacienda y Comercio, donde se encargó del departamento de Fomento. En 1855, fue de misión a la capitanía general de Cuba, territorio del Reino de España, y consiguió que el arzobispo de Santiago de Cuba, san Antonio María Claret, le concediera dos presbíteros que sirviesen como capellanes para el Ejército del Cibao.
En 1856, durante la corta presidencia de Manuel de Regla Mota, se encargó del despacho del Interior y Policía y de Relaciones Exteriores, enfrentándose a la crisis provocada por el cónsul de España, Antonio María Segovia, mediante la matrícula de Segovia. Fue postulado para la presidencia y recibió un único voto en las elecciones del 22 de septiembre de 1856. Se mantuvo en el cargo hasta que Báez volvió a la presidencia en octubre de 1856.
En julio de 1857, tras conocer el levantamiento en Santiago contra el régimen de Báez, Miguel Antonio de Jesús Lavastida y otros allegados a Santana, sospechosos de estar implicados en la revolución, buscaron refugio en los consulados de Francia e Inglaterra. Poco después, partieron hacia la capitanía general de Puerto Rico, llegando a Santo Tomás (Islas Vírgenes) el 1 de agosto de 1857, donde el general Santana se encontraba exiliado desde abril de ese año.
Fue uno de los firmantes del Manifiesto Nacional del 27 de julio de 1858, que proponía que Santana se encargara del Estado dominicano, dándole al país su cauce anterior y que derogase la Constitución de Moca. Miguel Antonio Lavastida formó parte de la comisión que le llevó el manifiesto a Santana, quien aceptó los principios del documento y formó un gabinete al día siguiente, nombrando a Miguel Lavastida como ministro de Guerra y Marina, y posteriormente también de Relaciones Exteriores. En 1859, sugirió al cónsul de Reino de Cerdeña, Juan Bautista Cambiaso, que la República Dominicana solicitara la protección de Cerdeña. Esta idea fue respaldada por los cónsules francés y británico de Santo Domingo, quienes la consideraron una solución viable para asegurar la supervivencia económica y la seguridad del país frente a Haití. Sin embargo, la guerra austro-sarda, vinculada a la unificación italiana, impidió que el proyecto avanzara. También fue uno de los fundadores del Supremo Consejo del Grado 33 de la República Dominicana el 16 de febrero de 1861.
Con la proclamación de la anexión a España, el entonces capitán general Santana lo nombró director general de Gobierno de Guerra y Marina, y luego, el 10 de junio de 1861, cambio la denominación a secretario de Gobierno de Guerra y Marina, hasta que fue reemplazado por el coronel peninsular Mariano Cappa. En su papel de general improvisado, Lavastida viajó al Cibao para verificar que los pronunciamientos de la anexión estuvieran en orden, ya que se temía que esa región fuera más propensa a disturbios. Durante su misión, estuvo presente en la proclamación de la anexión en Guayubín el 25 de marzo de 1861, donde se encontraban los generales Fernando Valerio, Gaspar Polanco, José Antonio Hungría, Manuel Jiménez, Lucas de Peña, Santiago Reyes, Bartolo Mejía, y otros jefes de quienes desconfiaba.
El 8 de agosto de 1861, asistió a la ceremonia de jura de Santana como teniente general, gobernador y capitán general de Santo Domingo, evento en el que Francisco Serrano y Domínguez, gobernador y capitán general de Cuba, presidió la juramentación. Poco después, el 12 de agosto, el general Lavastida pasó a formar parte de la Junta Clasificatoria, cuya misión era clasificar a los oficiales del antiguo Ejército dominicano.
En septiembre de 1861, Francisco Serrano comentó en una carta que, debido a la total confianza que Santana tenía en Lavastida, este había logrado una considerable fortuna, en contraste con la miseria pública, y que se rumoreaba que la había obtenido por medios ilícitos. Por ello, el general Serrano consideró conveniente que Lavastida fuera trasladado a otro territorio español.
En 1862, Lavastida, junto con Felipe Dávila Fernández de Castro, viajó a Madrid para presentar la renuncia de Santana como capitán general de Santo Domingo, con instrucciones de no abrirla hasta llegar a Madrid y presentarla sin excusas. Además, formó parte de la Junta Económica de la Provincia de Santo Domingo.
En 1863, Lavastida fue condecorado con la encomienda de la Orden de Carlos III y fue nombrado miembro del Consejo de Administración de Santo Domingo. En septiembre de 1863, fue nombrado gobernador civil interino del Distrito de Santo Domingo, en sustitución del general Pedro Valverde y Lara. Fue reemplazado por Felipe Ginovés Espinal el 4 de julio de 1864.
Durante la Guerra de la Restauración, las milicias de las reservas dominicanas se negaban a consumir las galletas enviadas desde la isla de Cuba, destinadas al Ejército español. Para suplir sus necesidades, se tomaron provisiones del hogar de Lavastida. Por Real Orden del 8 de agosto de 1864, fue nombrado Ponente de la Sección de Gobierno del Consejo de Administración al Consejero de lo Contencioso.
El 11 de julio de 1865, partió de su país en el vapor Pizarro debido al abandono de Santo Domingo por España, residiendo definitivamente en Cuba. Falleció el 9 de noviembre de 1887, a las seis de la tarde en Matanzas, a consecuencia de un cáncer de laringe. Recibió la unción de los enfermos antes de morir, y no dejó testamento. Sus exequias se realizaron en la Iglesia de San Carlos Borromeo al día siguiente, siendo enterrado en el cementerio general de la ciudad.